# Měls mě vůbec rád
Měls mě vůbec rád är debutalbumet och det första tjeckiska studioalbumet från den polska sångerskan Ewa Farna. Det släpptes den 6 november 2006. En polsk version av albumet med titeln Sam na sam släpptes senare. Fem av låtarna är hennes egna medan sex av låtarna är covers översatta till tjeckiska.

## Låtlista
1. Měls mě vůbec rád - 3:04
2. Zapadlej krám - 3:24
3. Kočka na rozpálený střeše - 2:32
4. Bez tebe to zkouším - 2:52
5. Klam - 3:34
6. Víkend - 2:45
7. Zavři oči - 3:25
8. Jak motýl - 4:13
9. L.Á.S.K.A. - 3:29
10. Nebojím se - 2:48
11. Jen spát - 3:35
12. Tam gdzie ty - 3:49

## Listplaceringar
| Lista (2006-2008) | Topplacering |
| ----------------- | ------------ |
| Tjeckien          | 3            |